# Ram Gopal Varma
Pour les articles homonymes, voir RAM et Varma (homonymie).
Ram Gopal Varma (1962 - ), familièrement appelé RGV, est un réalisateur, producteur et scénariste indien prolifique, réputé pour son penchant pour les films d’horreur et de gangsters. Il réalise et produit des films en télougou, sa langue maternelle, ou en hindi.

## Biographie
Ram Gopal Varma est né le 7 avril 1962 à Hyderabad (Andhra Pradesh, Inde). Il débute par le cinéma télougou avec Shiva (1990). Son premier film à Bollywood, Rangeela (1995) apporte une nouvelle esthétique et montre une image différente de Bombay dont il dépeint les bas-fonds et le milieu criminel. Il renouvelle cette vision de la ville dans Satya (1998) et Company (2002). Bhoot (2003), film de terreur, remet le genre au goût du jour dans les productions indiennes. Avec sa société The Factory, il produit de nombreux films de genre à petit budget, un peu en marge des productions habituelles de Bollywood.
Urmila Matondkar, actrice qu’il a découverte et révélée au public, est sa muse.

## Filmographie

### Réalisateur
- 1990 : Shiva
- 1991 : Kshana Kshanam
- 1992 : Raat
- 1992 : Antam
- 1992 : Drohi
- 1993 : Gaayam
- 1993 : Govindha Govindha
- 1995 : Rangeela
- 1996 : Great Robbery
- 1996 : Deyyam
- 1997 : Daud : Fun on the Run
- 1997 : Anaganaga Oka Roju
- 1998 : Satya
- 1999 : Mast
- 1999 : Prema Katha
- 1999 : Kaun
- 2000 : Jungle
- 2002 : Company
- 2003 : Bhoot
- 2004 : Naach
- 2005 : Sarkar
- 2006 : Shiva
- 2006 : Darna Zaroori Hai
- 2007 : Nishabd
- 2007 : Ram Gopal Varma Ki Aag
- 2007 : Darling
- 2008 : Sarkar Raj
- 2008 : Contract
- 2008 : Phoonk
- 2009 : Agyaat, hindi
- 2010 : Rann, hindi
- 2010 : Rakta Charitra, hindi, telougou
- 2011 : Katha Screenplay Darshakatvam Appalaraju, telougou
- 2011 : Dongala Mutha, telougou
- 2011 : Not a Love Story, hindi
- 2012 : Department, hindi
- 2012 : Bhoot Returns, hindi
- 2013 : The Attacks of 26/11, hindi
- 2013 : Satya 2, telougou, hindi
- 2014 : Rowdy, telougou
- 2014 : Ice Cream, telougou
- 2014 : Anukshanam, telougou

### Scénariste
- 1990 : Shiva
- 1991 : Kshana Kshanam
- 1992 : Raat
- 1992 : Antam
- 1993 : Thiruda Thiruda de Mani Ratnam
- 1993 : Gaayam
- 1993 : Govindha Govindha
- 1995 : Rangeela
- 1996 : Deyyam
- 1997 : Daud : Fun on the Run
- 1999 : Shool de E. Nivas
- 2004 : Shock de B. Thyagarajan
- 2006 : Darna Zaroori Hai
- 2007 : Ram Gopal Varma Ki Aag
- 2008 : Sarkar Raj
- 2011 : Katha Screenplay Darshakatvam Appalaraju
- 2011 : Bejawada
- 2013 : The Attacks of 26/11
- 2013 : Psycho

### Producteur
| - 1992 : Raat - 1992 : Antam - 1992 : Drohi - 1993 : Money de Siva Nageshwara Rao - 1993 : Gaayam - 1995 : Money Money de Siva Nageshwara Rao - 1995 : Rangeela - 1996 : Gulabi de Krishna Vamshi - 1996 : Deyyam - 1997 : Daud : Fun on the Run - 1998 : W/O.V. Varaprasad de Vamshi - 1998 : Satya - 1998 : Dil Se de Mani Ratnam - 1999 : Mast - 1999 : Shool de E. Nivas - 2001 : Pyaar Tune Kya Kiya de Rajat Mukherje - 2001 : Love Ke Liye Kuchh Bhi Karega de E. Nivas - 2002 : Company | - 2002 : Road de Rajat Mukherjee - 2003 : Darna Mana Hai de Prawal Raman - 2003 : Main Madhuri Dixit Banna Chahti Hoon ! de Chandan Arora - 2004 : Ek Hasina Thi de Sriram Raghavan - 2004 : Ab Tak Chhappan de Sriram Raghavan - 2004 : Gayab de Prawal Raman - 2004 : Vaastu Shastra de Saurab Narang - 2004 : Naach - 2005 : Darwaza Bandh Rakho de J.D. Chakravarthi - 2005 : D de Vishram Sawant - 2005 : Sarkar - 2005 : My Wife's Murder de Jijy Philip - 2005 : Mr Ya Miss de Antara Mali - 2006 : Shiva - 2006 : Shock de Harish Shankar - 2006 : Darna Zaroori Hai - 2006 : Darwaza Bandh Rakho de J.D. Chakravarthi |